# Кели Харингтън
Кели Ан Харингтън (на английски: Kellie Anne Harrington) е ирландска състезателка по бокс.
Родена е в Дъблин, Ирландия. Олимпийска шампионка е от Олимпиадата (2020) в Токио. Световна шампионка е през 2018 година в Ню Делхи.